# Þorvaldur Makan Sigbjörnsson
Þorvaldur Makan Sigbjörnsson (ur. 26 listopada 1974) – islandzki piłkarz, występujący na pozycji napastnika, reprezentant kraju.

## Życiorys
Występował w juniorach KA/Dalvík. Seniorską karierę rozpoczynał w 1992 roku w barwach KA Akureyri, gdzie występował do 1996 roku. W 1997 roku grał w Leiftur Olafsfjörður, a w sezonie 1998 wyjechał do Szwecji, gdzie reprezentował barwy Östers IF. W 1999 roku wrócił do KA Akureyri, z którym w sezonie 2001 awansował do Úrvalsdeild. 7 marca 2002 roku wystąpił w przegranym 1:6 towarzyskim meczu reprezentacji Islandii z Brazylią. W latach 2004–2005 występował we Fram. W 2006 roku grał w Valurze, a rok później w KA Akureyri. W latach 2009–2010 był piłkarzem Carlu Reykjavík. Następnie zakończył karierę.

## Statystyki ligowe
| Sezon | Klub                 | Liga        | Mecze | Gole |
| ----- | -------------------- | ----------- | ----- | ---- |
| 1992  | KA Akureyri          | 2. deild    | 1     | 0    |
| 1993  | KA Akureyri          | 2. deild    | 15    | 2    |
| 1994  | KA Akureyri          | 2. deild    | 16    | 2    |
| 1995  | KA Akureyri          | 2. deild    | 17    | 8    |
| 1996  | KA Akureyri          | 2. deild    | 17    | 8    |
| 1997  | Leiftur Olafsfjörður | Úrvalsdeild | 14    | 8    |
| 1998  | Östers IF            | Allsvenskan | 5     | 1    |
| 1999  | KA Akureyri          | 1. deild    | 6     | 3    |
| 2000  | KA Akureyri          | 1. deild    | 17    | 11   |
| 2001  | KA Akureyri          | 1. deild    | 17    | 10   |
| 2002  | KA Akureyri          | Úrvalsdeild | 18    | 3    |
| 2003  | KA Akureyri          | Úrvalsdeild | 11    | 1    |
| 2004  | Fram Reykjavík       | Úrvalsdeild | 4     | 2    |
| 2005  | Fram Reykjavík       | Úrvalsdeild | 0     | 0    |
| 2006  | Valur Reykjavík      | Úrvalsdeild | 6     | 0    |
| 2007  | KA Akureyri          | 1. deild    | 18    | 1    |